# Franz von Löher

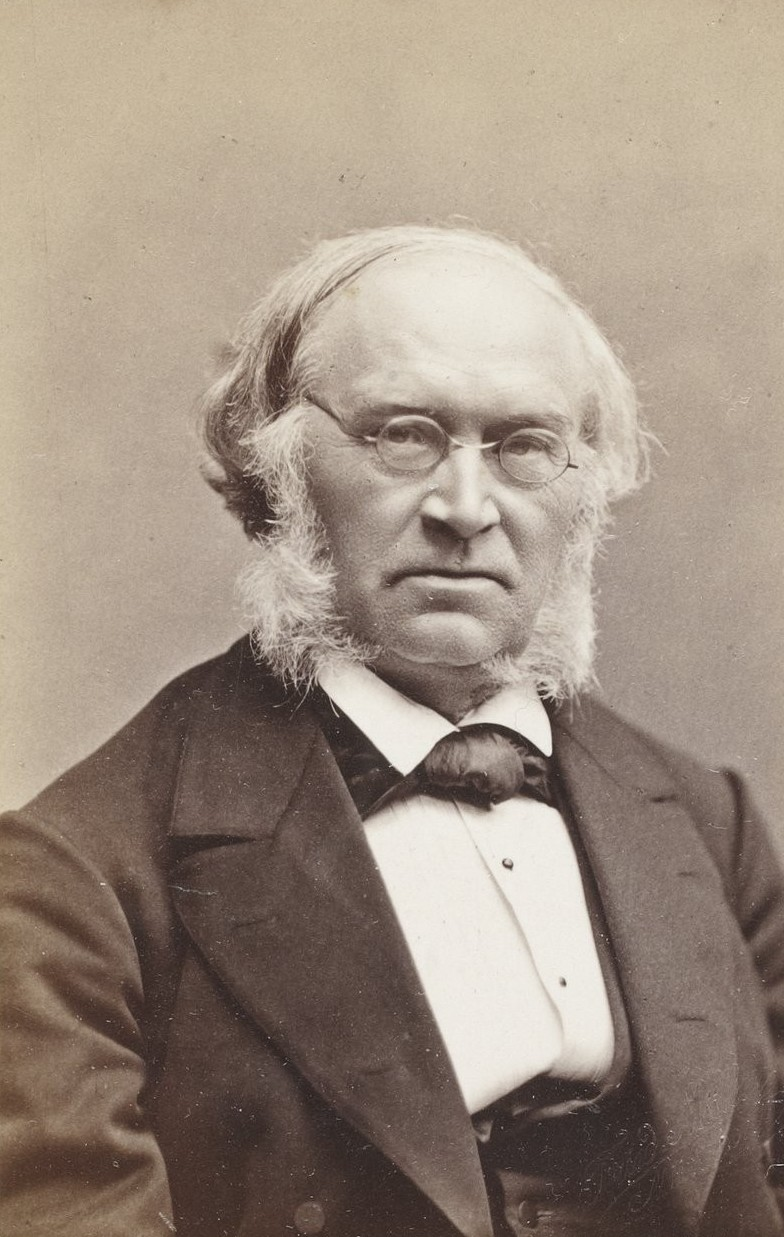
Franz von Löher

Franz Löher (ab 1866 von Löher; * 15. Oktober 1818 in Paderborn; † 1. März 1892 in München) war ein deutscher Rechtshistoriker und Politiker.

## Leben
Löher wurde als Sohn eines Metzgermeisters geboren und besuchte in Paderborn das Gymnasium Theodorianum. Anschließend studierte er an der Friedrichs-Universität Halle zunächst Medizin, ab 1838 Rechtswissenschaft. Er wurde Mitglied des Corps Borussia Halle. Als Inaktiver wechselte er an die  Albert-Ludwigs-Universität Freiburg und die Ludwig-Maximilians-Universität München. In diese Zeit fallen auch ausgedehnte Reisen unter anderem in die Schweiz, nach Frankreich und nach Oberitalien. Das Studium schloss er 1841 mit der ersten Staatsprüfung in Berlin ab. Anschließend leistete er den juristischen Vorbereitungsdienst beim Oberlandesgericht in Paderborn bis zum juristischen Examen 1845. Danach war er Referendar am Stadtgericht in Paderborn. Dort engagierte sich Löher intensiv für den Verein für Geschichte und Altertumskunde Westfalens, Abt. Paderborn. In dieser Zeit machte er sich einen Namen als Autor von politischen und rechtsgeschichtlichen Aufsätzen. So schrieb er 1845 über die Fürsten und Städte zur Zeit der Hohenstaufen (als Einführung zu einer Geschichte der staatsbürgerlichen Freiheit der Deutschen.) Im Jahr 1846 veröffentlichte er eine Schrift über Die staatlichen Zustände in Deutschland am Ausgang des Mittelalters. In den Jahren 1846/47 reiste Löher über England nach Nordamerika. Er hielt dort Vorträge über Deutschland. Er schrieb und veröffentlichte 1847 in Cincinnati die umfangreiche und wissenschaftlich exakte Geschichte und Zustände der Deutschen in Amerika, in der er zahlreiche deutsch-amerikanische Quellen verarbeitete.
Nach seiner Rückkehr nach Paderborn war Löher 1848 Mitbegründer und Chefredakteur der „Westfälischen Zeitung“ in Paderborn. Die Zeitung versuchte dabei, zwischen konstitutionellen und demokratischen Positionen zu vermitteln. Nicht zuletzt versuchte sie, die politische Bildung in der Bevölkerung zu vergrößern. Außerdem war er bis 1850 der führende Kopf der Demokraten in Paderborn. Nach dem Beginn der Gegenrevolution in Preußen organisierte Löher in Paderborn große Demonstrationen gegen die Auflösung der preußischen Nationalversammlung. Außerdem war Löher führend an der Organisation eines Demokratenkongresses in Münster beteiligt. Dort sprach sich Löher vehement für die Beteiligung an der „Steuerverweigerungskampagne“ aus und forderte Neuwahlen. Wie auch andere Teilnehmer der Veranstaltung wurde er am 11. Dezember 1848 verhaftet. Dagegen gab es in Paderborn massive Proteste und es wurde sogar eine Barrikade errichtet. Die Bitte Löhers selbst auf Befreiungsaktionen zu verzichten, konnte die Lage beruhigen. In Abwesenheit wählten ihn die Paderborner Wähler in die Zweite Kammer des Preußischen Landtags, das Preußische Abgeordnetenhaus. Allerdings wurden Löher und einige andere gewählte Gefangene nicht sofort freigelassen. Dazu bedurfte es unter anderem Proteste des Parlaments. Erst im Februar 1849 wurde Löher aus der Haft entlassen. Im Parlament gehörte er zur gemäßigten Linken und erarbeitete sich einen guten Ruf. Daneben gab es in Paderborn das „Centralblatt der Handwerkervereine der Provinz Westfalen“ mit einer eindeutig demokratischen Ausrichtung heraus. Im Herbst 1849 wurde er außerdem zum Stadtverordnetenvorsteher und kommissarischen Bürgermeister von Paderborn gewählt. Die Regierung verweigerte ihm allerdings die Zustimmung, ließ Löher nicht zur Prüfung für das Richteramt zu und entließ ihn schließlich aus dem Staatsdienst. Allerdings wurde er 1850 bei Wiederaufnahme des Verfahrens, das 1848 zu seiner Verhaftung geführt hatte, in allen Punkten freigesprochen. Dennoch wurde er in Preußen nicht mehr eingestellt.
Stattdessen wandte sich Löher wieder der Wissenschaft zu. Im Jahr 1851 erschien seine Arbeit System des preußischen Landrechts in deutschrechtlicher und philosophischer Bedeutung, mit der er in Tübingen in absentia promoviert wurde. Ein Jahr später folgte die Habilitation an der Georg-August-Universität Göttingen für deutsche Staats- und Rechtsgeschichte. Im Jahr 1855 wurde Löher Honorarprofessor für Länder- und Völkerkunde in München. Daneben diente er Maximilian II. Joseph und der Königin in vielen Fällen als „literarischer Sekretär“. Im Jahr 1856 wurde er Mitglied der Bayerischen Akademie der Wissenschaften und zwei Jahre später der Historischen Kommission bei der Bayerischen Akademie der Wissenschaften. Im Jahr 1859 wurde Löher auf den extra für ihn eingerichteten Lehrstuhl für allgemeine Literaturgeschichte und Länder- und Völkerkunde berufen. In den Jahren 1862/63 unternahm er Reisen in viele Teile Europas. Die Académie royale des Sciences, des Lettres et des Beaux-Arts de Belgique nahm ihn 1862 als assoziiertes Mitglied auf. Im Jahr 1864 wurde er zum Leiter des bayerischen allgemeinen Reichsarchivs ernannt. Im Jahr 1866 wurde er schließlich in den Adel erhoben. 1884 wurde er korrespondierendes Mitglied der Russischen Akademie der Wissenschaften. Es folgten zahlreiche weitere Reisen und Veröffentlichungen. Darunter auch ein mehrbändiges Werk über Jakobäa von Bayern-Straubing (1862–1869). Im Jahr 1876 gründete Löher die Archivalische Zeitschrift. Da er auch für Ludwig II. zahlreiche Aufträge ausführte, geriet Löher nach dessen Tod in die Kritik. Auf Druck der Kammer der Abgeordneten (Bayern) musste er 1888 sein Amt als Archivdirektor aufgeben.

## Werke
- Die Insel Thasos, München 1875.
- Nach den Glücklichen Inseln. Canarische Reisetage, Velhagen & Klasing, Bielefeld und Leipzig, 1876.
- Geschichte und Zustände der Deutschen in Amerika, Cincinnati und Leipzig 1847 (Repro British Library, Serie: History of Colonial North America); 2. Ausgabe, Göttingen, 1855
- Russlands Werden und Wollen, 1.–3. Buch, Theodor Ackermann, München 1881.